# Sonata para piano n.º 11 (Beethoven)

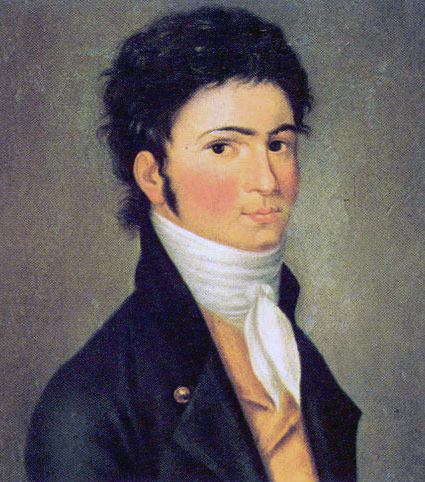
Beethoven en 1801.

La sonata para piano n.º 11 en si bemol mayor, Op. 22 fue compuesta por Ludwig van Beethoven en 1800 y fue publicada en 1802 bajo el título “Grande Sonate”. La partitura está dedicada al conde Johann Georg von Browne.

## Historia

### Composición
La composición de esta sonata para piano tuvo lugar en 1800. Esta pieza marca el retorno a la estructura en cuatro movimientos que caracterizó las Sonatas n.º 1, n.º 2 y n.º 3 que conforman el Op. 2, la n.º 4 Op. 7 y la n.º 7 Op. 10. Supuso en cierto modo una despedida de la clásica sonata en cuatro movimientos de finales del siglo XVIII, ya que en su Sonata n.º 12 Op. 26 empezó a explorar diversas estructuras experimentales. No obstante, volvió a adaptarse al molde convencional en la Sonata n.º 15 Op. 28, así como en la n.º 18 Op. 31 n.º 3 con alguna modificación. El maestro alemán estaba especialmente satisfecho con esta composición.

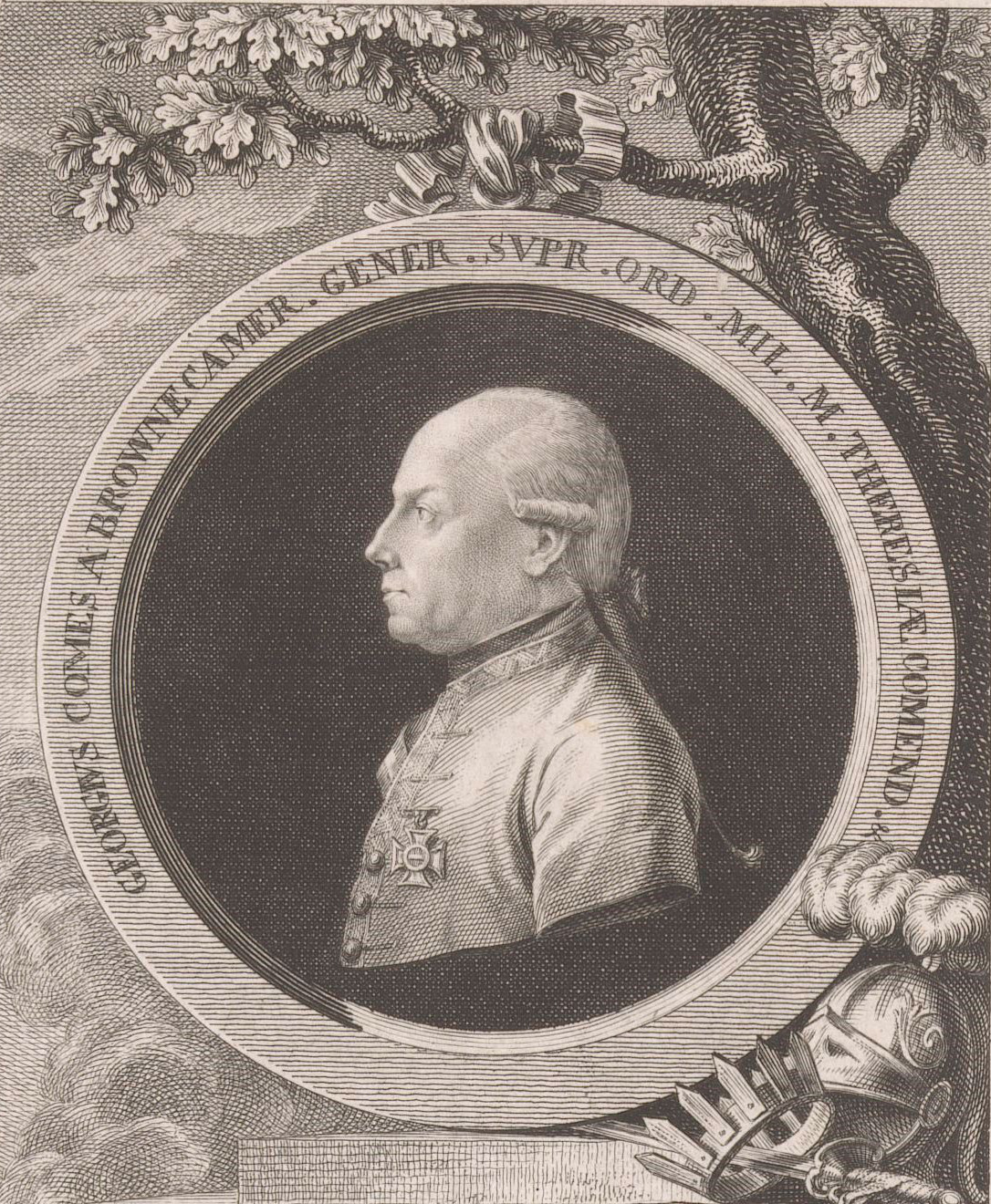
Johann Georg von Browne, dedicatario de la pieza.

### Publicación
La primera publicación de esta pieza fue llevada a cabo por el editor Hoffmeister en 1802 en Viena. A mediados de enero de 1801 en una carta dirigida a Franz Anton Hoffmeister, su editor en Leipzig, le ofrece las siguientes piezas: el Septeto Op. 20, la Primera Sinfonía, el Concierto para piano n.º 2 y la Sonata para piano Op. 22 pidiendo veinte ducados por cada una salvo por el concierto que solo le pide diez ya que no lo consideraba de sus mejores conciertos. Sin embargo, se refiere a la sonata como "Grande Sonate" y sobre ella hace el siguiente comentario: "Die Sonate hat sich gewaschen", que puede traducirse a grandes rasgos como "La sonata es de primera categoría". El calificativo "grande" lo aplicaba Beethoven a las sonatas con cuatro movimientos en lugar de tres. Confiaba en su éxito prediciendo que se vendería más que las otras piezas que ofrecía simultáneamente.
La dedicatoria que figura en la partitura impresa es para el conde Johann Georg von Browne, un adinerado mecenas de las artes y oficial del ejército imperial ruso establecido en Viena. Con anterioridad había dedicado a este conde piezas como los Tríos de cuerda, Op. 9 y Siete variaciones sobre "Bei Männern welche Liebe fühlen" de La flauta mágica de Mozart, WoO 46. Asimismo le dedicó a su esposa, Anna Margarete von Browne, el Trío de cuerda, Op. 3 y la colección de tres Sonatas para piano Op. 10.

## Estructura y análisis
La sonata consta de cuatro movimientos:
- I. Allegro con brio, en si bemol mayor 4
4
- II. Adagio con molto espressione, en mi bemol mayor 9
8
- III. Menuetto, en si bemol mayor – Trio, en sol menor 3
4
- IV. Rondo. Allegretto, en si bemol mayor 2
4

La interpretación de esta obra dura aproximadamente 25 minutos. La estructura y la secuencia de los movimientos corresponden a la forma sonata clásica. La sonata se remonta al periodo clásico vienés del siglo XVIII, influido tanto por Mozart como por Haydn, que fue maestro de Beethoven. En las sonatas posteriores se encuentra un Beethoven que experimenta más con forma y concepto.

### I.Allegro con brio
El primer movimiento, Allegro, está escrito en la tonalidad de si bemol mayor, en compás de 4/4 y sigue la típica forma sonata. La exposición comienza en la tónica y pasa a la dominante cuando comienza el segundo tema. El desarrollo juega con los compases finales de la exposición antes de hacer que la mano derecha toque arpegios mientras la línea de bajo desciende lentamente de forma cromática. El tema de las octavas finales de la exposición vuelve de nuevo en el bajo, conduciendo a una escala cromática que se resuelve en un acorde de fa séptima de dominante (función dominante de la sonata), que establece la recapitulación. La recapitulación es al principio igual que la exposición, pero tiene algunos cambios, con una desviación que establece que el resto del movimiento permanezca en la tónica.

### II.Adagio con molta espressione
El segundo movimiento, Adagio con molta espressione, está en mi bemol mayor, en compás de 9/8 y también sigue la forma sonata. La exposición comienza en la tonalidad tónica y termina en la dominante. La melodía inicial se ha visto a menudo como un presagio de la retórica más intimista de Chopin. Sin duda, este tema tiene un sabor romántico: acompañado de acordes repetidos en la mano izquierda, avanza con gracia, creando una atmósfera de suave añoranza. Una segunda melodía se inmiscuye, sin romper el delicado ambiente. El desarrollo juega con el primer tema de la exposición, aumentando lentamente la intensidad hasta que ambas manos tocan semicorcheas constantes. La mano derecha toca una segunda voz por encima de sus semicorcheas y, un poco más tarde, la mano izquierda toca una línea de bajo consistente sólo en si bemol. La mano izquierda se detiene y la derecha pasa a la recapitulación, que permanece en la tónica durante el resto del movimiento. A medida que se desarrolla el tema principal, a través de giros temáticos originales y una escritura muy colorida, el oyente se siente tentado a imaginar la música como una pieza orquestal o de cámara.

### III.Menuetto
El tercer movimiento, Menuetto, está en la tonalidad inicial, en compás de 3/4 y adopta una forma ternaria de minueto con trío. Se trata del movimiento más breve de la sonata. El minueto presenta un tema en apariencia carente de sustancia. Pero a medida que avanza el movimiento, el compositor va enriqueciendo sustancialmente este tema añadiéndole color de forma imaginativa. La breve sección del trío es un Minore de carácter turbulento e inquietante que ofrece un gran contraste con el mundo más luminoso de la melodía de la danza. Por lo que respecta a la tonalidad, los primeros 30 compases del Menuetto están en si bemol mayor mientras el Minore pasa a sol menor, que es la tonalidad relativa menor de la tónica. El final del trío lleva la indicación Menuetto D.C. senza replica, que significa volver a tocar el minueto, pero esta vez sin las repeticiones.

### IV.Rondo. Allegretto
El cuarto y último movimiento, Rondo. Allegretto, retoma la tonalidad inicial de si bemol mayor, está en compás de 2/4 y responde a la forma rondó siguiendo el patrón ABACABA y coda. El Finale arranca con el primer tema "A" en la tónica, que es algo extenso y animado que parece buscar un espacio sonoro más alegre. El tema "B" es menos llamativo y mantiene una atmósfera general de alegre agitación. El tema "B" hace la transición a la dominante con grandes arpegios en la mano derecha usando una buena parte del teclado. Tras la presentación de esta nueva idea, basada en el tema inicial, reaparece el material principal "A", pero con varias hábiles alteraciones y transformaciones. Ambas manos juegan con la melodía del tema "A" antes de volver a la tónica con el segundo tema "A", con muy poca variación con respecto al primer tema "A". El tema "C" da paso a si bemol menor, aunque no está marcado en la armadura. Los acordes sostenidos en forte, aunque en marcado contraste con el resto del rondó, guardan cierta semejanza con los primeros acordes del tema "B". La mano derecha toca rápidas fusas, mientras que la izquierda apoya con semicorcheas en staccato. Llega el clímax, una llamada y respuesta con el comienzo del tema "C", y el pasaje de fusas con el clímax de nuevo.  

Al igual que al final del tema "B", se sugiere la melodía del tema "A" unas cuantas veces antes de volver a la tónica y a la tercera sección "A". Pero la melodía de esta sección "A" está en la mano izquierda hasta que la mano derecha toca dos compases con una serie de fusas. A continuación, la segunda sección "B" es muy similar a la primera sección "B", pero permanece en la tónica hasta el final. Una falsa sección "A" se toca en la subdominante antes de desarrollarse en la sección final "A" donde la melodía consiste en tresillos de semicorcheas en lugar de semicorcheas corrientes. Tras múltiples fuegos de artificio, incluidas algunas pícaras piruetas rítmicas, la sonata se cierra con una brillante coda, que alcanza un emocionante clímax final antes de relajarse a una dinámica de piano y dos grandes acordes (séptima de dominante a la tónica) para concluir la sonata. 

## Recepción de la obra
El destacado musicólogo Donald Francis Tovey ha calificado esta obra como la coronación y culminación de las primeras sonatas para piano de Beethoven. La popularidad comparativamente menor de esta sonata podría deberse a sus movimientos exteriores concertantes pero musicalmente bastante "inocuos".
Denis Matthews comentó que la sonata está "asombrosamente libre de sorpresas". Joachim Kaiser la considera una "obra maestra varonil que no deja huella ni patética ni elegíaca".